# Glorious (chanson de Cascada)
Pour les articles homonymes, voir Glorious.
Singles de Cascada
The Rhythm of the Night
(2012) The World Is In My Hands
(2013)
Glorious est un single du groupe Cascada dont la sortie numérique s'est faite le 8 février 2013 en Allemagne. Il s'agit du titre que l'Allemagne présente au Concours Eurovision de la chanson 2013.

## Clip vidéo
Le clip Glorious est disponible depuis le 1er février 2013 sur YouTube.
Natalie Horler porte une robe de soirée scintillante, elle se trouve dans une gigantesque salle de danse, avec parquet brillant et des colonnes de marbre. Elle chante sous une pluie de confettis de couleur or.

## Eurovision 2013

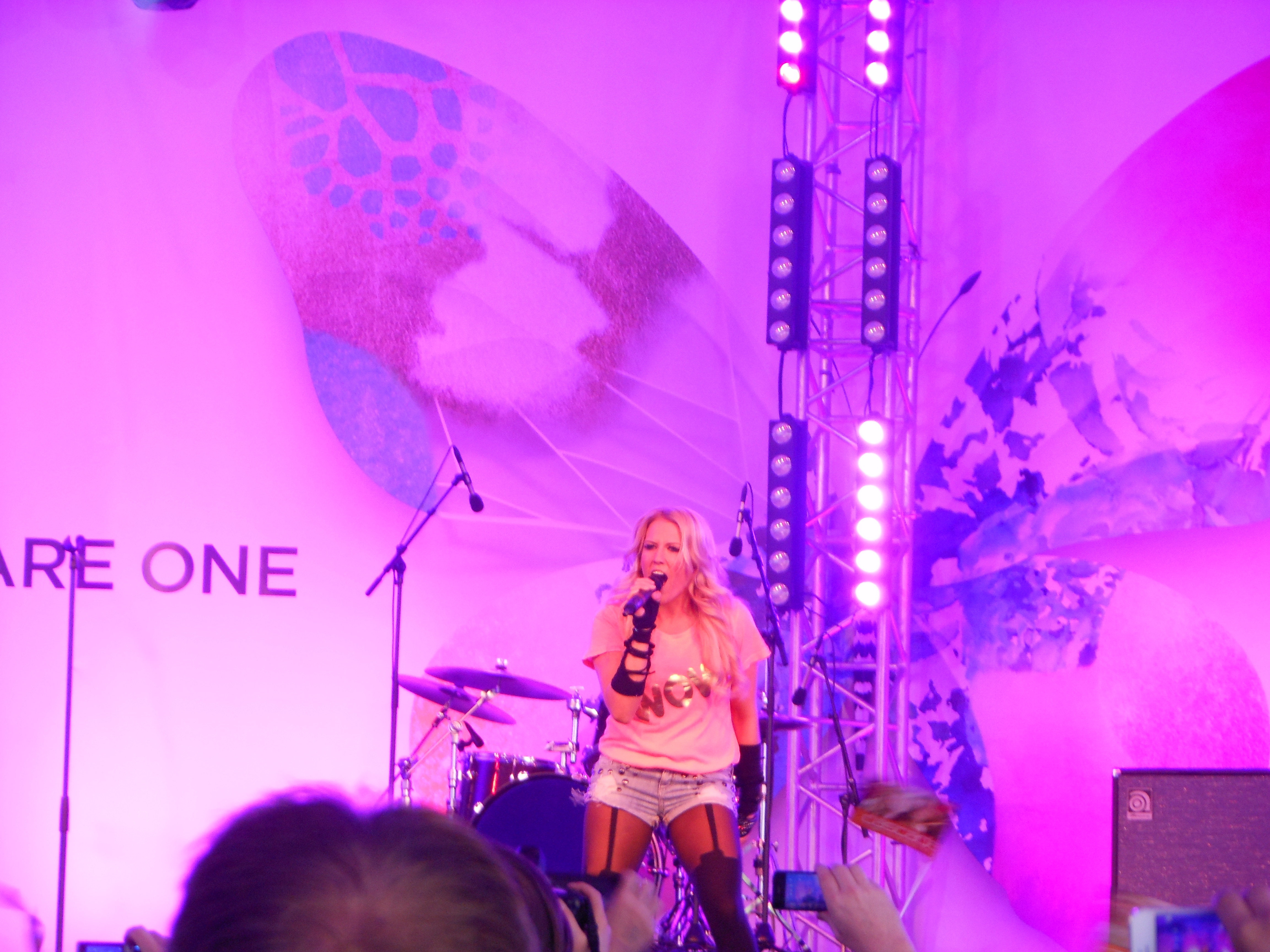
Natalie Horler chantant Glorious au Big Five Concert à Malmö, trois jours avant la finale de l'Eurovision 2013.

Le 14 février 2013, se déroule la présélection allemande pour le Concours Eurovision de la chanson 2013. Cet évènement nommé "Unser Song für Malmö 2013" se déroule au TUI Arena de Hanovre en Allemagne, qui a une capacité de 11 000 places assises. Les votes se divisent en fractions de : 1/3 vote du jury, 1/3 vote via Internet et 1/3 par les téléspectateurs. Le jury se compose de Tim Bendzko (auteur-compositeur-interprète), Roman Lob (interprète, candidat allemand pour l'Eurovision en 2012), Anna Loos (actrice et chanteuse), Mary Roos (chanteuse, candidate allemande pour l'Eurovision en 1972 et 1984) et Peter Urban (musicien et présentateur radio). C'est le vote des téléspectateurs qui fait la différence, Cascada remporte les présélections allemandes devant les onze autres participants, grâce à la chanson Glorious, elle défendra l’Allemagne au prochain concours de l’Eurovision qui se déroulera le 18 mai 2013 à Malmö en Suède.
Le 21 mars 2013, elle chante la version officielle et définitive de Glorious pour le Concours Eurovision de la chanson 2013 lors du Gala des Echo Awards. Il s'agit d'une version ré-adaptée pour arriver à une durée de 3 minutes, une règle imposée par le concours.
Lors de la finale, le 18 mai 2013, l'Allemagne termine 21e sur 26. Seuls l’Albanie, l'Autriche, l'Espagne, Israël et la Suisse ont voté pour Cascada.

## Accueil critique
« Il est vrai que le morceau eurodance, taillé pour les discothèques, accroche l'auditeur dès la première écoute. Plus léger que les précédents hits du groupe allemand mais résolument sans surprise, Glorious est porté par un passage énergique et aérien juste après son refrain ».

## Promotion
Le 11 février 2013, Cascada chante Glorious en version acoustique sur la chaîne allemande ARD lors de l'émission "Morgenmagazin",.
Le 14 février 2013, Natalie Horler interprète Glorious en live sur la chaîne allemande ARD lors de l'émission spéciale "Unser Song für Malmö 2013".
Le 15 février 2013, au lendemain de la victoire nationale, elle a le privilège de chanter à nouveau son titre Glorious en live sur la chaîne allemande ARD dans l'émission "Morgenmagazin".
Le 1er mars 2013, Cascada chante son titre Glorious pour le "TV Total Wok-WM 2013", évènement présenté par Stefan Raab sur la chaîne allemande ProSieben.
Le 21 mars 2013, elle chante la version officielle de Glorious pour le Concours Eurovision de la chanson 2013 lors du Gala des Echo Awards dans la grande salle du Messe Berlin. Le Gala est diffusé sur la chaîne allemande Das Erste ainsi que sur les chaînes de jeunesse et de Pop musique du groupe ARD.
Le 7 mai 2013, Cascada chante Glorious en version acoustique sur la chaîne allemande NDR lors de l'émission "Das!".

## Liste des pistes
| - CD single 1. Glorious (Video Edit) – 3:27 2. Glorious (Extended Mix) – 4:42 - Téléchargement digital, 1. Glorious (Video Edit) – 3:27 2. Glorious (Extended Mix) – 4:42 | - iTunes EP 1. Glorious – 3:27 2. Glorious (Extended Mix) – 4:42 3. Glorious (David May Radio Edit) - 3:05 4. Glorious (David May Remix) - 4:39 5. Glorious (Ryan Thistlebeck Radio Edit) - 3:05 6. Glorious (Ryan Thistlebeck Remix) - 3:05 |  |

## Classement hebdomadaire
| Classement (2012)              | Meilleure position |
| ------------------------------ | ------------------ |
| Allemagne (Media Control AG)   | 6                  |
| Autriche (Ö3 Austria Top 40)   | 29                 |
| Irlande (IRMA)                 | 94                 |
| Tchéquie (IFPI Rádio)          | 54                 |
| Suisse (Schweizer Hitparade)   | 56                 |
| Royaume-Uni (UK Singles Chart) | 129                |
| Royaume-Uni (UK Dance Chart)   | 27                 |
| Royaume-Uni (UK Indie Chart)   | 18                 |

## Historique de sortie
| Pays        | Date             | Format                             | Label           |
| ----------- | ---------------- | ---------------------------------- | --------------- |
| Allemagne   | 8 février 2013   | CD Single - Téléchargement digital | Zooland Records |
| Autriche    | 8 février 2013   | CD Single - Téléchargement digital | Zooland Records |
| Suisse      | 8 février 2013   | CD Single - Téléchargement digital | Zooland Records |
| États-Unis  | 15 février 2013, | Téléchargement digital             | Zooland Records |
| France      | 15 février 2013, | Téléchargement digital             | Zooland Records |
| Royaume-Uni | 24 mars 2013     | Téléchargement digital             | AATW            |